# Halictus sexcinctus
{{Bảng phân loại
| image =
| image caption =
| regnum = Animalia 
| phylum = Arthropoda 
| classis = Insecta 
| ordo = Hymenoptera
| familia = Halictidae
| subfamilia = Halictinae
| tribus = Halictini
| genus = Halictus
| species = H. sexcinctus
| binomial = Halictus sexcinctus
| binomial_authority = Fabricius, 1775
De Halictus sexcinctus (tên tiếng Anh: zesbandgroefbij) là một loài Hymenoptera trong họ Halictidae. Loài này được Fabricius mô tả khoa học năm 1775.

## Hình ảnh

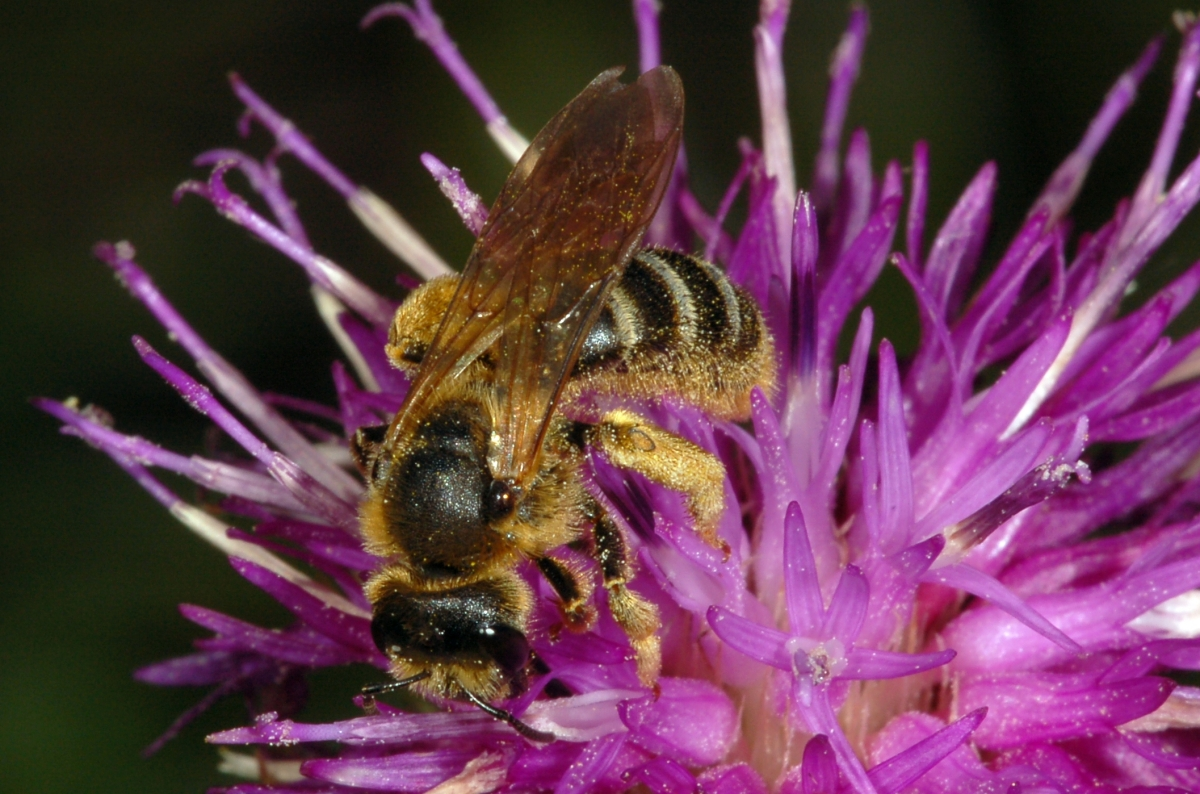
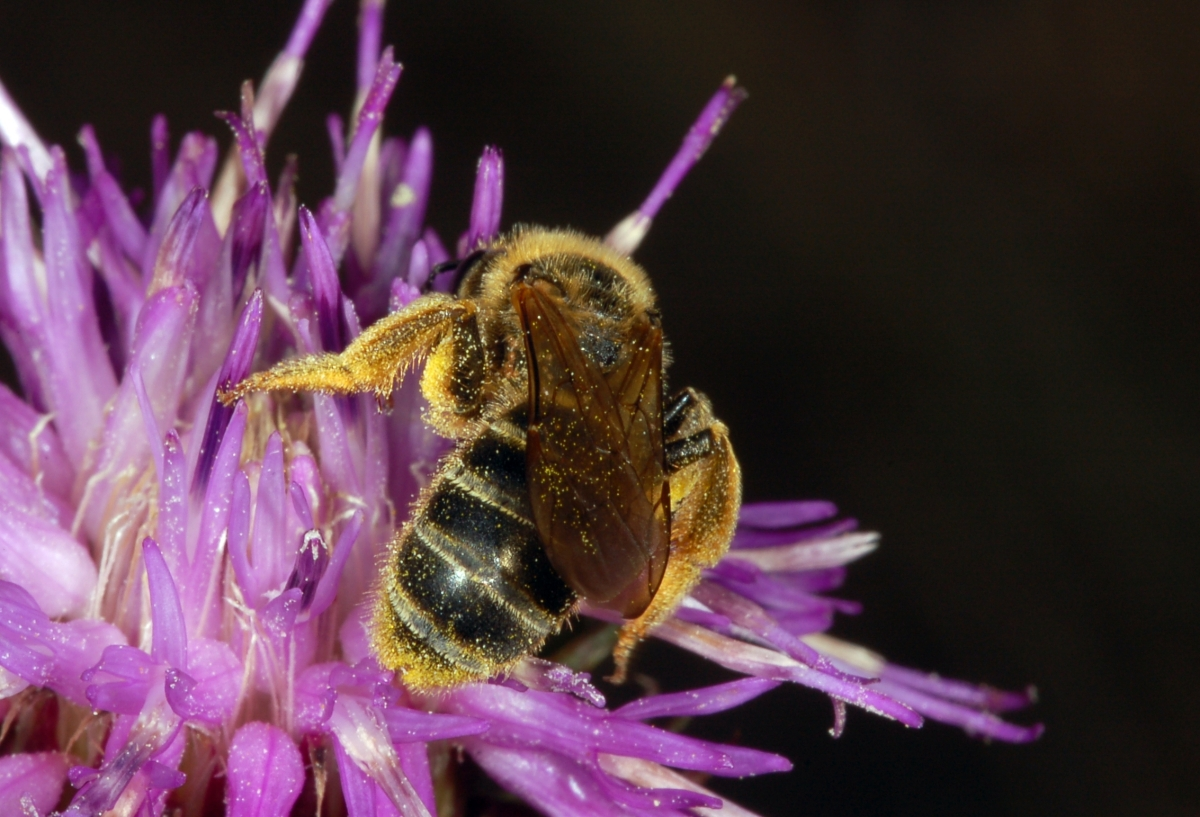